# Marché des Antiquités et du Livre du Sablon
 (avril 2021).
Si vous disposez d'ouvrages ou d'articles de référence ou si vous connaissez des sites web de qualité traitant du thème abordé ici, merci de compléter l'article en donnant les références utiles à sa vérifiabilité et en les liant à la section « Notes et références ».
Le marché des Antiquités et du Livre du Sablon est un lieu touristique de Bruxelles, dû à une initiative de Georges Van de Weghe en octobre 1959. l est situé le long de la façade nord de l'église Notre-Dame du Sablon au Grand Sablon. Le dimanche 3 avril 1960, quatorze pionniers montent pour la première fois le Village de toile que constituent les fameuses tentes rayées de rouge et de vert, couleurs de la ville. Un rythme hebdomadaire qui englobera par la suite les samedis est bientôt adopté. Le succès aidant, la centaine d'exposants réguliers est atteinte dans les années 1970. L'une de ses présidentes fut Isabelle de Buochs.